# 막 우주론
막 우주론은 끈 이론, 초끈 이론, M 이론과 관련된 입자 물리학 및 우주론의 여러 이론을 말한다. 우주를 더 높은 차원을 가진 시공간의 막으로 보는 우주론이다.

## 막 및 초공간
중심 아이디어는 눈에 보이는 3차원 우주가 "초공간"("벌크"라고도 함)라고 불리는 더 높은 차원 공간 내부의 막으로 제한된다는 것이다. 추가 차원에 해당하는 시공간이 축소화 된 경우 관찰된 우주에 추가 차원이 포함되어 있으며 초공간에 대한 참조가 적절하지 않다. 초공간 모형에서는 추가 차원 중 적어도 일부가 광범위하며(아마도 무한함), 다른 막이 이 초공간를 통해 이동할 수 있다. 초공간 및 다른 막과의 상호 작용은 우리 막에 영향을 미칠 수 있으며 따라서 더 표준적인 우주론 모형에서는 볼 수 없는 효과를 가져올 수 있다.

## 중력이 약하고 우주 상수가 작은 이유
거대 여분 차원 개념에 기초한 막 우주론의 일부 버전은 자연의 다른 기본 상호작용에 비해 중력이 약한 이유와 계층 구조 문제를 해결할 수 있을 것으로 여겨진다. 막 묘사에서 전자기력, 약력, 강력은 우리 우주가 있는 막에만 국한되어 있지만 중력은 그러한 제약이 없으며 초공간이라고 불리는 전체 시공간으로 전파된다. 중력 인력의 대부분은 덩어리로 "누출"된다. 결과적으로 중력은 중력이 "누출"된 작은(원자 이하 또는 최소 밀리미터 미만) 규모에서 훨씬 더 강하게 나타나야 한다. 이를 테스트하기 위해 현재 다양한 실험이 진행 중이다. 대량의 초대칭을 이용한 거대 여분 차원 아이디어의 확장은 소위 우주 상수 문제를 해결하는 데 유망한 것으로 보인다.

## 막 우주론의 모형
막 우주론을 개념적 이론의 일부로 적용하려는 최초의 문서화된 시도 중 하나는 1983년 루바코프와 샤포쉬니코프의 논문으로 거슬러 올라간다.
저자들은 {\displaystyle (3+N)+1} 차원이지만 일반 입자는 {\displaystyle N}개의 장소적 방향과 다른 세 가지 평면을 따라 좁은 퍼텐셜 우물에 갇혀 있는 우주가 존재할 가능성에 대해 논의했다. 그리고 특정한 5차원 모형을 제안했다.
1998년과 1999년에 메랍 고베라쉬빌리(Gogberashvili)는 온라인 논문 게재 사이트 아카이브에 여러 논문을 게재하여 우주를 5차원 공간에서 팽창하는 얇은 껍질("막"의 수학적 동의어 )로 보면 이를 얻을 가능성이 있음을 보여주었다. 5차원 우주상수와 우주 두께에 대응하는 입자이론의 척도를 이용하여 계층 문제를 해결한다. 고베라쉬빌리는 또한 물질 장에 대한 제한된 해를 제공하는 아인슈타인 장 방정식의 추가 구성 요소가 안정성 조건 중 하나와 일치하기 때문에 우주의 4차원성이 수학에서 발견되는 안정성 요구 사항의 결과라는 것을 보여주었다.
1999년에 밀접하게 관련된 랜들-선드럼 시나리오인 RS1과 RS2가 제안되었다. (RS1에 대한 설명은 랜들-선드럼 모형 참조.) 막 우주론의 이러한 특정 모형은 상당한 관심을 끌었다. 예를 들어, 시공간 측정 공학에 적용되는 관련 Chung-Freese 모형이 2000년에 이어졌다.
나중에 에크파이로틱 및 순환 모형 제안이 나타났다. 엑파이로틱 이론은 두 개의 평행 막이 충돌할 때 관측 가능한 우주의 기원이 발생했다고 가정한다.

## 경험적 시험
현재로서는 랜들-선드럼 모형에서 요구되는 큰 추가 차원에 대한 실험적 또는 관찰적 증거가 보고되지 않았다. 2010년 12월 대형 강입자 충돌기의 결과 분석은 큰 추가 차원 이론에서 생성된 블랙홀을 심각하게 제한한다. 최근 다중 메신저 중력파 사건 GW170817은 큰 추가 차원에 약한 제한을 두는 데에도 사용되었다.

## 같이 보기
- 칼루차-클레인 이론
- 루프 양자 우주론